# Wülknitz
Wülknitz település Németországban, azon belül Szászország tartományban. Lakosainak száma 1618 fő (2023. december 31.).

## Népesség
A település népességének változása:
| Lakosok száma | 1712 | 1721 | 1639 | 1637 | 1618 |
|               | 2017 | 2019 | 2021 | 2022 | 2023 |